# Combiné nordique aux championnats du monde de ski nordique 2021
Pour des articles plus généraux, voir Championnat du monde de combiné nordique, Championnats du monde de ski nordique 2021 et 2021 en combiné nordique.
Navigation
Édition précédente Édition suivante
Les épreuves du combiné nordique des championnats du monde de combiné nordique 2021 se déroulent à Oberstdorf (Allemagne) du 22 février au 6 mars 2021.
Pour la première fois, une épreuve féminine est au programme officiel de la compétition. Cette course est dominée trois Norvégiennes :  Gyda Westvold Hansen devance les sœurs Leinan Lund Mari et Marte. 
Chez les Hommes, le leader de la Coupe du monde, Jarl Magnus Riiber remporte quatre médailles en quatre courses. Il remporte le concours individuel sur le tremplin normal et la Norvège remporte le relais. Sur le grand tremplin, c'est le jeune Johannes Lamparter qui remporte le concours individuel ainsi que le Team Sprint. Il est considéré comme la révélation de la compétition.
Au tableau des médailles, la Norvège remporte huit médailles sur les quinze mises en jeu.

## Organisation

### Lieux
Les tremplins de Schattenberg accueille pour les troisième fois les championnats du monde de ski nordique (après 1987 et 2005). La ville d'Oberstdorf dispose d'une tradition importante en saut à ski avec des sauts répertoriés dès 1909 et les tremplins de Schattenberg datent de 1925. Juste après la seconde guerre mondiale, le « trio d'Oberstdorf » composé de Toni Brutscher, de Sepp Weiler et de Heini Klopfer (de) redynamise le saut à ski dans la ville et le Tremplin Heini Klopfer est également construit. À partir de 1953, les tremplins du Schattenberg accueille le premier concours de la tournée des quatre tremplins.
Les courses de ski de fond ont lieu sur les pistes de ski de fond de Ried. Les courses ont lieu sur deux pistes différentes. Les courses individuelles ainsi que le relais utilisent une piste appelé 2.5 km Rouge NC,. La piste de 1,5 km « bleue » est utilisé pour le sprint par équipes.

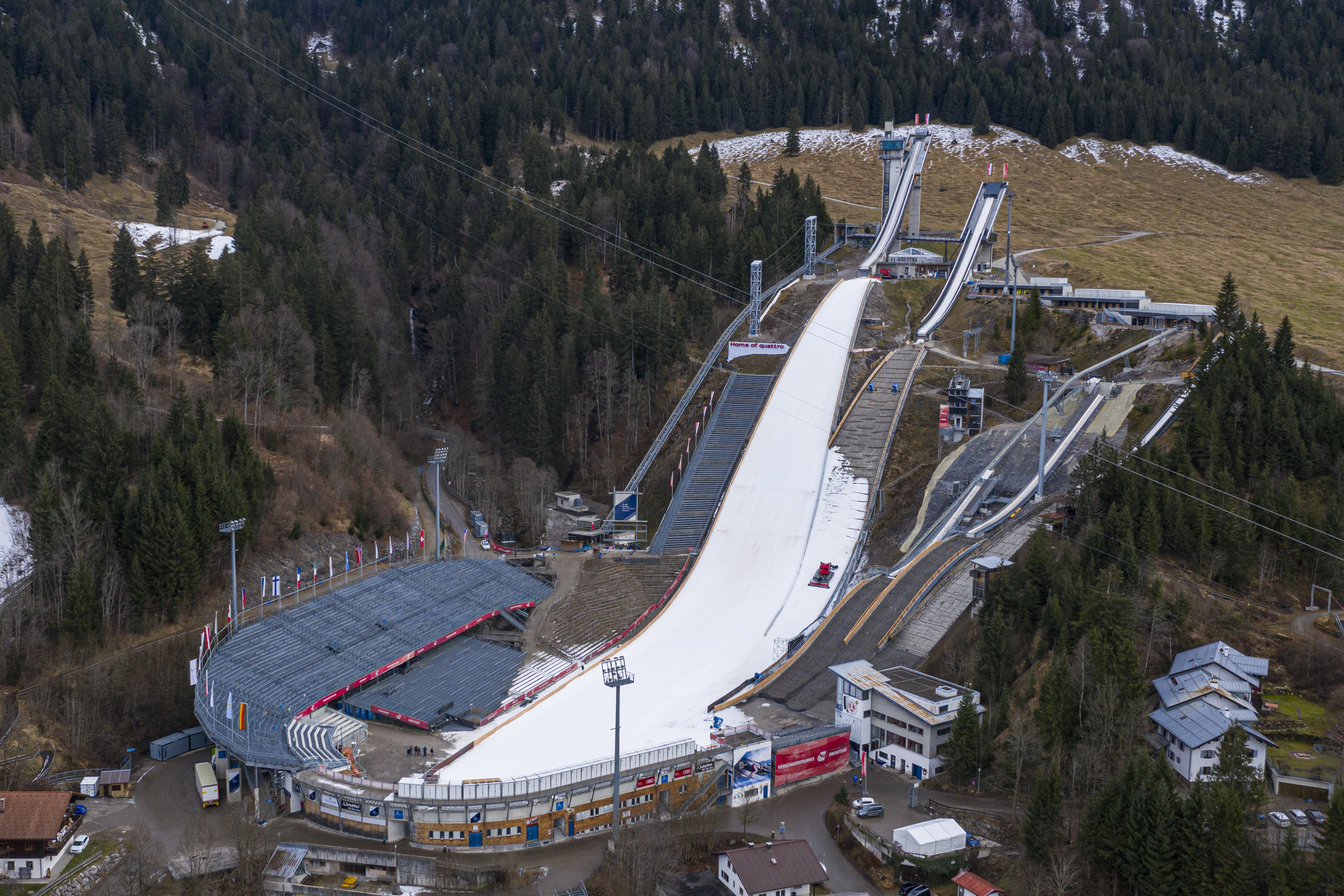
Les tremplins de Schattenberg.
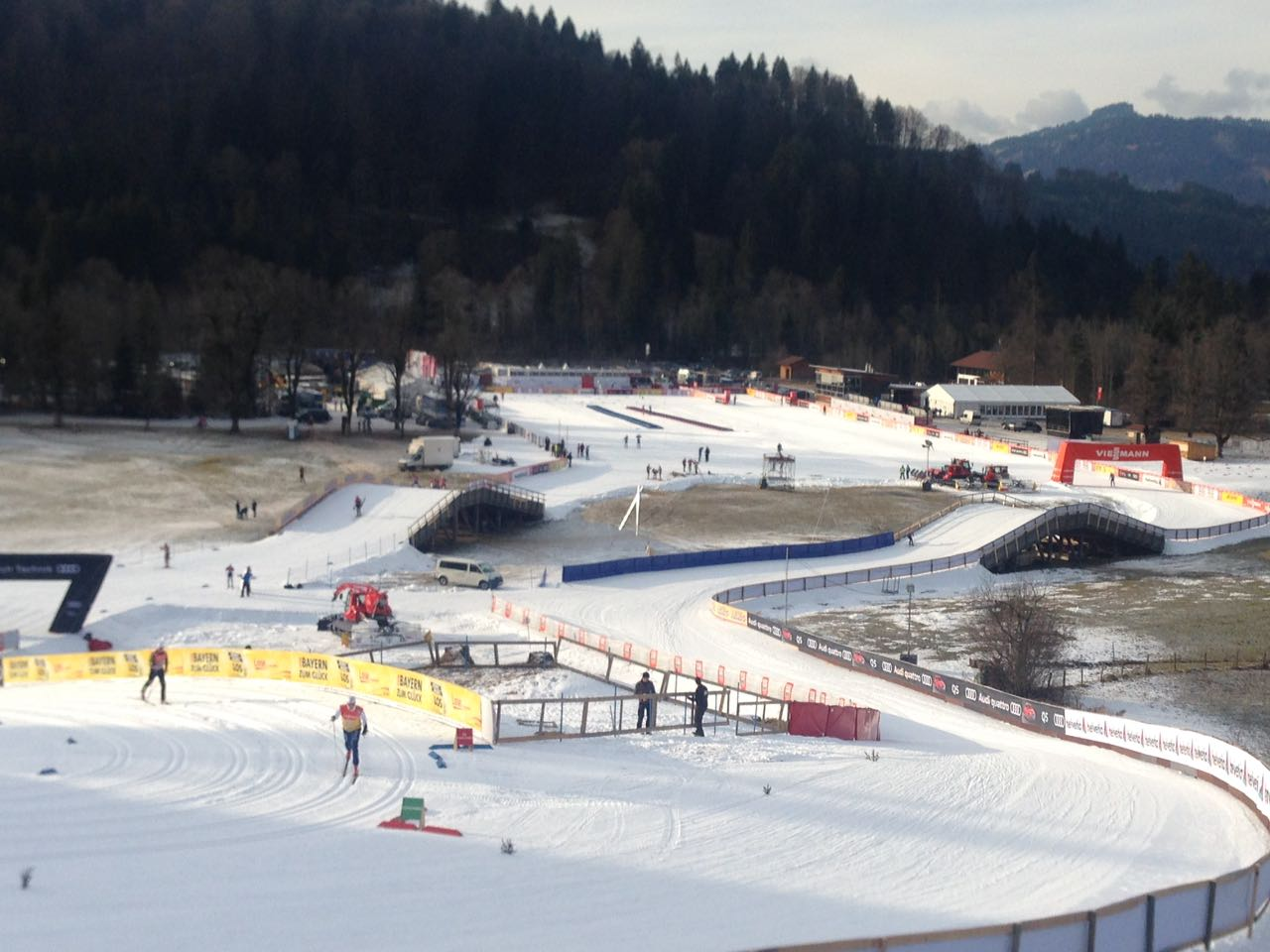
Les pistes de ski de fond de Ried.

### Programme et calendrier
Cinq épreuves sont au programme et pour la première fois il y a une épreuve féminine. Les entraînements sont ouverts dès le 22 février 2021.
| Février - mars 2021                 | Février - mars 2021 | Février - mars 2021 | Février - mars 2021 | Février - mars 2021 | Février - mars 2021 | Février - mars 2021 | Février - mars 2021 | Février - mars 2021 | Février - mars 2021 | Février - mars 2021 | Février - mars 2021 | Février - mars 2021 |
| Courses                             | 23                  | 24                  | 25                  | 26                  | 27                  | 28                  | 1                   | 2                   | 3                   | 4                   | 5                   | 6                   |
| ----------------------------------- | ------------------- | ------------------- | ------------------- | ------------------- | ------------------- | ------------------- | ------------------- | ------------------- | ------------------- | ------------------- | ------------------- | ------------------- |
| HS 106 / 10 km (M)                  |                     |                     |                     |                     |                     |                     |                     |                     |                     |                     |                     |                     |
| HS 106 / 5 km (F)                   |                     |                     |                     |                     |                     |                     |                     |                     |                     |                     |                     |                     |
| HS 106 / 4 x 5 km relais (M)        |                     |                     |                     |                     |                     |                     |                     |                     |                     |                     |                     |                     |
| HS 137 / 10 km (M)                  |                     |                     |                     |                     |                     |                     |                     |                     |                     |                     |                     |                     |
| HS 137 / 2 × 7,5 km Team sprint (M) |                     |                     |                     |                     |                     |                     |                     |                     |                     |                     |                     |                     |

|  | Entraînements |  | Courses |

### Format des épreuves
Cinq épreuves sont au programme : trois épreuves individuelles et deux épreuves par équipes.
Pour les épreuves individuelles, deux concours masculins ont lieu : un sur le « tremplin normal » (HS 106) et un sur le « grand tremplin » (HS 137) et un concours féminin sur le HS 106. Dans tous les cas, les athlètes effectuent dans un premier temps un saut sur le tremplin. Les points obtenus dans l'épreuve sont comptabilisés de la même façon que pour les épreuves de saut à ski (en fonction de la distance et du style). Les points sont convertis en secondes via la méthode Gundersen. Les concurrents commencent la course de ski de fond dans l'ordre et avec l'écart obtenu dans le concours de saut. Le premier arrivé remporte l'épreuve.
Deux courses par équipes ont également lieu. Une course par équipe de quatre qui se déroule de la même façon que les épreuves individuelles (un saut par athlète puis une course de ski de fond de 4 × 5 km). La seconde course par équipes (le Team Sprint) se dispute par équipe de deux. Comme pour les autres courses, les athlètes effectuent un saut chacun sur le tremplin et les résultats obtenus déterminent le départ de la course de fond. La course de fond se dispute sur 2 × 7,5 km par relais de 1,5 km.

### Contexte
En raison de la pandémie de Covid-19, les compétitions ont lieu à huis clos et les athlètes sont soumis à des tests réguliers en raison de la crainte par le Land de Bavière du variant anglais. Au cours de la compétition, la délégation italienne doit quitter les championnats du monde en raison de cas positif.
Le mois de février est très doux à Oberstdorf (14 °C lors des entraînements) et les conditions de neige ne sont pas bonnes. Emil Iversen, un fondeur, affirme que « ce sont les pires conditions rencontrées dans ma vie ».

## Athlètes

### Athlètes participants
Les pays peuvent engager cinq athlètes. Les champions du monde sortants, Jarl Magnus Riiber sur le petit tremplin et Eric Frenzel sur le grand tremplin, ne compte pas dans les quota de leurs pays. Par contre, seul quatre athlètes (plus le champion du monde sortant) peuvent participer aux courses individuelles. Une seule équipe par pays peut participer dans les courses par équipe.
Les meilleurs athlètes mondiaux sont présents à l'exception de quelques blessés. Les deux meilleurs athlètes russes Ernest Yahin et Vitalii Ivanov (de) sont blessés et donc absent. Bernhard Gruber a de nouveau des problèmes cardiaques et il est également forfait. Son compatriote Franz-Josef Rehrl est également blessé en raison d'une rupture des ligaments croisés. Eero Hirvonen, blessé au poignet est forfait pour l'épreuve individuelle sur le tremplin normal. Il est remplacé par Otto Niittykoski (de). Chez les femmes, Veronica Gianmoena chute à la réception d'un saut à l'entraînement et elle doit déclarer forfait.
Vinzenz Geiger et Johannes Rydzek, tous deux d'Oberstdorf sont sélectionnés par l'Allemagne. Antoine Gérard, leader de l'équipe de France, a dû faire l'impasse sur des épreuves de Coupe du monde afin de faire des examens médicaux. Il est malgré tout sélectionné par l'équipe de France,.
Dix pays participent aux compétitions et pour la première fois depuis de longues années, la Suisse n'envoie pas d'athlètes.

### Favoris
Pour les épreuves individuelles masculines, le grand favori est le Norvégien Jarl Magnus Riiber notamment en raison de sa domination lors de la Coupe du monde ces deux dernières saisons. Johannes Rydzek pense que le principal rival du Norvégien est l'Allemand Vinzenz Geiger qui a déjà réussi à le battre sur deux courses de la Coupe du monde. Les autres favoris sont Akito Watabe et Ilkka Herola qui ont réalisé de belles performances en coupe du monde. Sur les dernières compétitions, les Allemands (Eric Frenzel, Fabian Riessle ou encore Johannes Rydzek) ont montré une nette amélioration de leur forme et de leur résultat et ils font figure d'outsiders notamment sur le petit tremplin. Enfin, les Autrichiens Johannes Lamparter et Lukas Greiderer peuvent réaliser de bonnes performances sur l'épreuve disputée sur le grand tremplin ainsi que Ryota Yamamoto ou encore Jens Lurås Oftebro. Jarl Magnus Riiber estime qu'il est moins nerveux que lors des championnats du monde précédents et que la chaleur va rendre les courses de ski de fond plus difficiles.
Dans le relais, les favoris sont la Norvège, l'Allemagne et l'Autriche,. Le Japon, la France et la Finlande peuvent espérés un podium en cas de bonnes performances. Enfin dans le Team sprint, les mêmes nations sont attendues auxquelles s'ajoute l'Italie. 
Chez les femmes, la favorite est l'Américaine Tara Geraghty-Moats qui a remporté l'unique épreuve de la coupe du monde de cette saison. Plusieurs athlètes Norvégiennes dont Gyda Westvold Hansen, récente championne du monde juniors font partie des favorites. Enfin, les Japonaises Anju Nakamura et Ayane Miyazaki et l'Autrichienne Lisa Hirner sont des outsiders.

## Récit des courses

### Gundersen individuel HS 106 + 10 km
La première épreuve a lieu le vendredi 26 février 2021. Le concours de saut est dominé par le Japonais Ryota Yamamoto qui a sauté à 106 m. Ce saut lui permet de disposer de 20 s d'avance sur son compatriote Akito Watabe et 22 s sur le favori Jarl Magnus Riiber. Ensuite, il y a le champion du monde juniors Johannes Lamparter est quatrième à 23 s et il devance Kristjan Ilves et Lukas Greiderer.  Les Allemands Eric Frenzel et Fabian Riessle sont respectivement à 40 s et 41 s. Ilkka Herola est à une minute et 1 s et les locaux Johannes Rydzek et Vinzenz Geiger sont à une minute et 9 s. Lors de la course de ski de fond, Ryota Yamamoto est rejoint dans le premier tour par un groupe de trois poursuivants composé d'Akito Watabe, de jarl Magnus Riiber et de Johannes Lamparter. Derrière un second groupe de poursuivants composé d'une dizaine d'athlètes dont Jens Lurås Oftebro, Lukas Greiderer, Ilkka Herola, Eric Frenzel ou encore Fabian Rießle navigue à une vingtaine de secondes. Finalement Ryota Yamamoto est lâché du groupe de tête et les cinq meilleurs skieurs du groupe de poursuivants rejoignent la tête dans le troisième tour. Ainsi, la victoire se joue entre les huit hommes de tête. Dans le dernier tour, Ilkka Herola, Jarl Magnus Riiber et Jens Lurås Oftebro s'échappe et ne seront pas rejoints. Dans la dernière ligne droite, Jarl Magnus Riiber l'emporte devant Ilkka Herola et Jens Lurås Oftebro. Il s'agit du second titre de Jarl Magnus Riiber dans cette épreuve et la première médaille finlandaise en combiné nordique depuis les championnats du monde de ski nordique 2007 à Sapporo.

### Épreuve féminine HS 106 + 5 km

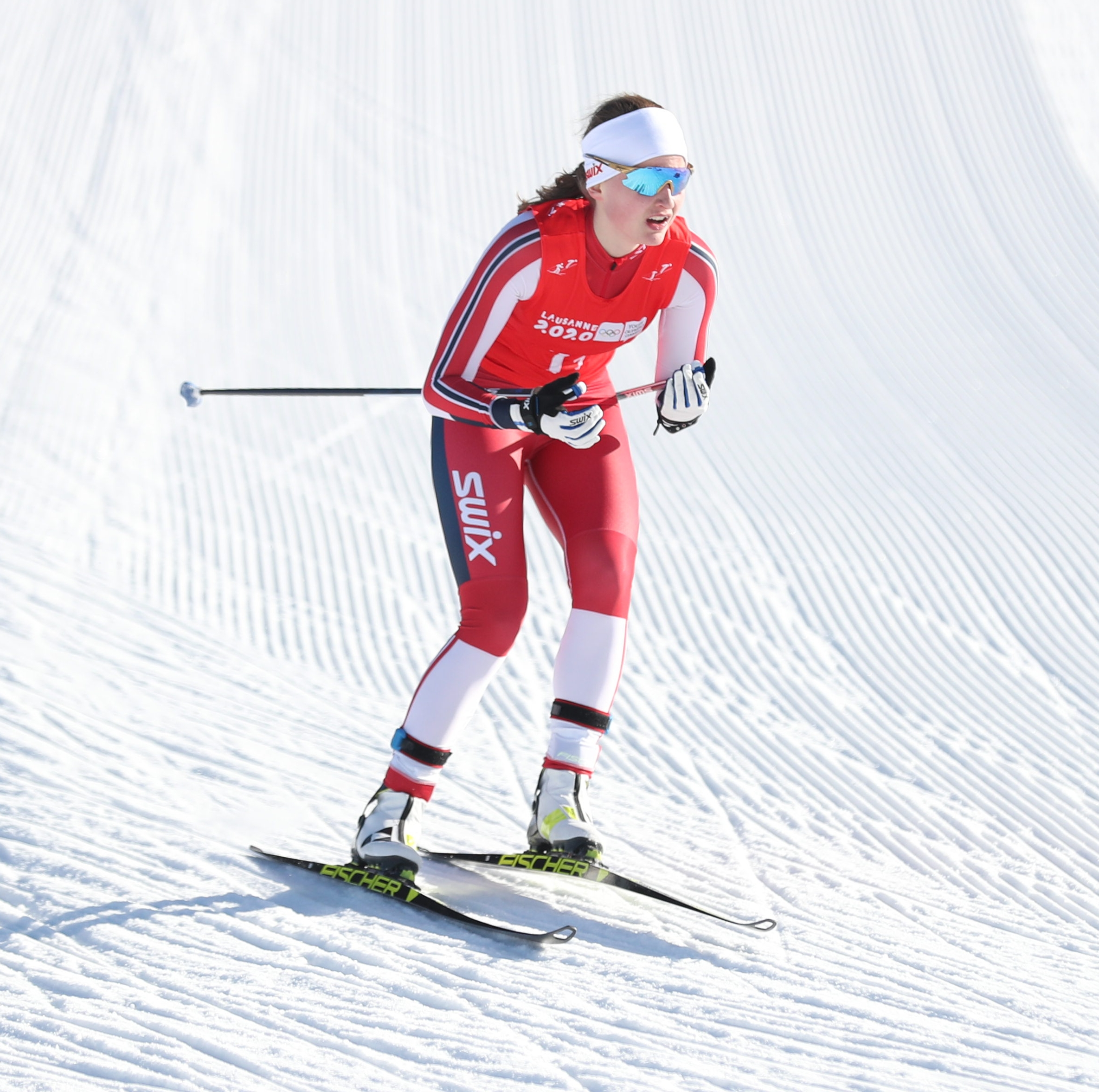
Gyda Westvold Hansen (ici en 2020) remporte la première course féminine aux championnats du monde.

Il s'agit de la première épreuve féminine du combiné nordique aux championnats du monde. Le concours de saut avec des rafales de vents de face. C'est la Norvégienne Mari Leinan Lund qui s'en sort le mieux avec un saut à 107 m. Ce saut lui permet de disposer de 3 s d'avance sur sa compatriote Gyda Westvold Hansen, récente championne du monde juniors. L'allemande Svenja Würth et la Norvégienne Marte Leinan Lund sont troisième et quatrième à 24 s. La Japonaise Anju Nakamura — rapide sur les skis — est sixième à 50 s. La grande favorite Tara Geraghty-Moats saute à 86 m et elle est seulement dix-huitième à plus de deux minutes,. Lors de la course, Gyda Westvold Hansen part rapidement et après 1,6 km de course, elle a repris puis lâché de 11,1 s Mari Leinan Lund. Gyda Westvold Hansen ne sera jamais rattrapé et remporte la compétition. Derrière, Marte Leinan Lund revient sur sa sœur et la double dans le dernier tour. Cependant, Marte Leinan Lund chute lors de l'entrée sur le stade d'arrivée et sa sœur la redouble. Marte Leinan Lund parvient à se relever et prend finalement le bronze. Ainsi, les Norvégiennes réalisent le triplé. Derrière, Anju Nakamura remonte jusqu'à la quatrième place et Tara Geraghty-Moats termine cinquième.

### Par équipes HS 106 + 4 × 5 km
L'Autriche domine le concours de saut. Trois des quatre athlètes autrichiens (Lukas Klapfer, Johannes Lamparter et Lukas Greiderer) ont réalisé les meilleures performances de leurs groupes et Mario Seidl a terminé deuxième de son groupe. Tous les autrichiens ont dépassé les 100 m et Lukas Greiderer a réalisé la meilleure performance avec un saut à 108 m,. Cette performance des Autrichiens leur permet de disposer de 25 s d'avance sur l'Allemagne, de 30 s sur la Japon et 35 s sur la Norvège. Derrière, les écarts sont faits et la Finlande est cinquième mais à une minute et 30 s. Lors du premier relais de la course de ski de fond, Espen Bjørnstad réalise le meilleur temps du jour — 5 km en 10 min 23 s 8 — et il permet à la Norvège de remonter à la deuxième place à une vingtaine de secondes de l'Autriche. Derrière, le Japon d'Akito Watabe suit à quelques secondes de la Norvège et l'Allemagne est un peu plus loin. Dans le second relais, Jørgen Graabak rattrape puis lâche Lukas Klapfer. L'Allemagne dépasse le Japon pour la troisième place. Le troisième relais voit Eric Frenzel revenir puis dépassé l'Autrichien Mario Seidl mais il est à la fin du troisième relais à plus de trente secondes de la Norvège. Jarl Magnus Riiber conclut le relais norvégien avec plus de 40 s d'avance sur l'Allemagne. Lukas Greiderer réalise une belle course et il échoue à 6 s de l'Allemagne. Derrière, le Japon prend la quatrième place devant la Finlande et la France.

### Gundersen individuel HS 137 + 10 km
Lors du concours individuel sur le grand tremplin, quatre athlètes ont pris de l'avance lors du concours de saut. Johannes Lamparter, récent champion du monde juniors, a dominé le concours avec un saut à 138 m. Il devance de 22 s le Japonais Akito Watabe qui a sauté à 137,5 m. Le champion du monde Jarl Magnus Riiber est troisième à 37 s et Ryōta Yamamoto est quatrième à 38 s. Ces quatre hommes semblent se battre pour les médailles. En effet, les écarts sont importants avec les poursuivants. Mario Seidl est cinquième mais à une minute et 34 s. Le jeune slovène Gašper Brecl (de) est sixième à une minute et 40 s juste devant l'Estonien Kristjan Ilves. Les favoris sont plus loin. Le meilleur allemand est Fabian Riessle est dixième à près de deux minutes et son compatriote Eric Frenzel est treizième à deux minutes et 13 s. Jens Lurås Oftebro et Ilkka Herola sont à plus de deux minutes et trente secondes. Lors de la course de ski de fond, Johannes Lamparter gère son avance et n'est jamais repris. Johannes Lamparter est le premier depuis Trond Einar Elden en 1989 à remporter au cours de la même saison le titre de champion du monde juniors et champion du monde seniors. Derrière, Jarl Magnus Riiber rattrape Akito Watabe et les deux athlètes ne sont pas capables de revenir sur le leader. Finalement le Norvégien prend le meilleur sur le Japonais pour la deuxième place. Pour la quatrième place, Eric Frenzel domine au sprint Fabian Riessle et Ilkka Herola qui a réalisé le meilleur temps de ski.

### Team Sprint HS 137 + 7,5 km
Le saut de la dernière course au programme est dominé par le duo japonais. Le duo composé d'Akito Watabe et de Ryota Yamamoto dispose de 2 s d'avance sur le duo autrichien composé du récent champion du monde Johannes Lamparter et de Lukas Greiderer. Les deux Japonais ont sauté à 136 m alors que Johannes Lamparter a encore réalisé un excellent saut à 140,5 m. L'équipe norvégienne composé de Jarl Magnus Riiber et d'Espen Andersen est à une trentaine de secondes de la tête notamment en raison d'un saut assez court (130,5 m) de Jarl Magnus Riiber,. En raison d'un saut raté par Fabian Riessle, l'Allemagne est quatrième mais à une minute et 12 s. Il y a ensuite la France puis la Finlande. L'Italie a dû déclarer forfait en raison de cas de COVID-19 dans sa délégation. Lors de la course de ski de fond, le Japon parvient s’accrocher deux tours à l’Autriche avant de lâcher prise. Le duo autrichien parvient à skier à un rythme élevé et ils parviennent à l'emporter. Derrière, la Norvège rattrape le Japon à mi-course et le duo prend la médaille d'argent. Dans l'avant-dernier tour, Fabian Riessle rattrape Ryota Yamamoto et la médaille de bronze se joue sur le dernier relais. Dans le dernier tour, Eric Frenzel prend le meilleur sur Akito Watabe : l'Allemagne, à domicile, remporte une deuxième médaille après le relais. Eric Frenzel égale le record du fondeur norvégien Bjørn Dæhlie de 17 médailles masculines aux Championnats du monde.

## Bilan de la compétition

### Réactions
Chez les hommes, Johannes Lamparter est considéré comme la révélation de la compétition,. Il est le premier depuis Trond Einar Elden en 1989 à remporter au cours de la même saison le titre de champion du monde juniors et champion du monde seniors. Il remporte à dix-neuf ans son premier titre mondial alors qu'il n'a jamais remporté d'épreuve de la coupe du monde. Il succède à Bernhard Gruber qui était le dernier et le seul Autrichien sacré dans cette discipline. En raison de problèmes cardiaques, ce dernier annonce la fin de sa carrière. Le Norvégien, Jarl Magnus Riiber réalise l'exploit d'obtenir quatre médailles en quatre courses.
Les Allemands à domicile ont déçus. Ils obtiennent deux médailles dans les épreuves par équipe. Lors du Team Sprint, Fabian Riessle et Eric Frenzel parviennent à prendre le meilleur pour la troisième place sur le Japon lors du sprint final et il s'agit de la dix-septième médaille d'Eric Frenzel lors des championnats du monde de ski nordique. Il égale ainsi Bjørn Dæhlie. C'est la première fois depuis 2009 que l'Allemagne ne remporte pas de titre et il faut remonter à 1999 pour un bilan aussi faible.
La première compétition des championnats du monde a été remporté par un triplé des norvégiennes. La favorite, Tara Geraghty-Moats termine 5e. Elle estime qu'elle a fait une très belle course de ski de fond mais un mauvais saut. Elle pense que son mauvais saut s'explique par le peu de compétition, son manque d’entraînement dans la discipline en raison de la pandémie (moins de 200 sauts depuis le début de l'hiver) et par le manque de moyen financier et humain mis à la disposition des athlètes américains. À l’occasion des championnats du monde, Tara Geraghty-Moats reçoit le globe de vainqueure de la première édition féminine de la coupe du monde de combiné nordique. En raison de la pandémie, une seule course a pu être disputée et elle l'a remportée. La Fédération internationale de ski en a profité pour confirmer l'ajout d'un relais mixte lors des prochains championnats du monde en 2023 et que l'objectif était toujours d'inclure une épreuve féminine de combiné nordique lors des Jeux olympiques d'hiver de 2026.

### Podiums

#### Femmes
| Épreuve             | Or                   | Argent           | Bronze            |
| ------------------- | -------------------- | ---------------- | ----------------- |
| Tremplin normal (F) | Gyda Westvold Hansen | Mari Leinan Lund | Marte Leinan Lund |

#### Hommes
| Épreuve                | Or                                                                                  | Argent                                                                   | Bronze                                                                       |
| ---------------------- | ----------------------------------------------------------------------------------- | ------------------------------------------------------------------------ | ---------------------------------------------------------------------------- |
| Grand tremplin (M)     | Johannes Lamparter                                                                  | Jarl Magnus Riiber                                                       | Akito Watabe                                                                 |
| Sprint par équipes (M) | Autriche- Johannes Lamparter - Lukas Greiderer                                      | Norvège- Espen Andersen - Jarl Magnus Riiber                             | Allemagne- Fabian Rießle - Eric Frenzel                                      |
| Tremplin normal (M)    | Jarl Magnus Riiber                                                                  | Ilkka Herola                                                             | Jens Lurås Oftebro                                                           |
| Par équipes (M)        | Norvège- Espen Bjørnstad - Jørgen Graabak - Jens Lurås Oftebro - Jarl Magnus Riiber | Allemagne- Terence Weber - Fabian Rießle - Eric Frenzel - Vinzenz Geiger | Autriche- Johannes Lamparter - Lukas Klapfer - Mario Seidl - Lukas Greiderer |

### Tableau des médailles
| Rang  | Nation    | Or | Argent | Bronze | Total |
| ----- | --------- | -- | ------ | ------ | ----- |
| 1     | Norvège   | 3  | 3      | 2      | 8     |
| 2     | Autriche  | 2  | 0      | 1      | 3     |
| 3     | Allemagne | 0  | 1      | 1      | 2     |
| 4     | Finlande  | 0  | 1      | 0      | 1     |
| 5     | Japon     | 0  | 0      | 1      | 1     |
| Total | Total     | 5  | 5      | 5      | 15    |

## Résultats

### Individuel HS 106 + 10 km
Le tableau ci-dessous montre les résultats de la compétition avec le nom des participants, leur pays, leur classement, la longueur de leurs sauts et les points qu'ils ont remporté, leur handicap au départ de l'épreuve de fond et leur retard à l'arrivée de celle-ci ainsi que leur rang au sein de la seule course de fond.
| Rang                               | Nom                | Nationalité | Longueur (m) | Points | Rang du saut | Handicap de départ | Résultat à l'arrivée | Rang du ski de fond |
| ---------------------------------- | ------------------ | ----------- | ------------ | ------ | ------------ | ------------------ | -------------------- | ------------------- |
| Médaille d'or, Coupe du Monde      | Jarl Magnus Riiber | Norvège     | 103,0        | 137,6  | 03           | + 00 min 22 s      | 23 min 01 s 2        | 05                  |
| Médaille d'argent, Coupe du Monde  | Ilkka Herola       | Finlande    | 099,5        | 127,8  | 13           | + 01 min 01 s      | + 00 min 0 s 4       | 01                  |
| Médaille de bronze, Coupe du Monde | Jens Lurås Oftebro | Norvège     | 100,5        | 131,6  | 11           | + 00 min 46 s      | + 00 min 0 s 9       | 02                  |
| 4                                  | Eric Frenzel       | Allemagne   | 101,0        | 133,1  | 08           | + 00 min 40 s      | + 00 min 5 s 9       | 03                  |
| 5                                  | Akito Watabe       | Japon       | 104,0        | 138,1  | 02           | + 00 min 20 s      | + 00 min 9 s 0       | 07                  |
| 6                                  | Fabian Rießle      | Allemagne   | 102,0        | 132,8  | 09           | + 00 min 41 s      | + 00 min 16 s 8      | 04                  |
| 7                                  | Johannes Lamparter | Autriche    | 102,5        | 137,4  | 04           | + 00 min 23 s      | + 00 min 28 s 6      | 10                  |
| 8                                  | Lukas Greiderer    | Autriche    | 101,0        | 133,8  | 06           | + 00 min 37 s      | + 01 min 01 s 9      | 17                  |
| 9                                  | Jørgen Graabak     | Norvège     | 097,0        | 121,0  | 21           | + 01 min 28 s      | + 01 min 13 s 8      | 06                  |
| 10                                 | Espen Bjørnstad    | Norvège     | 099,0        | 126,6  | 14           | + 01 min 06 s      | + 01 min 14 s 3      | 13                  |

### Épreuve féminine HS 106 + 5 km
Le tableau ci-dessous montre les résultats de la compétition avec le nom des participantes, leur pays, leur classement, la longueur de leurs sauts et les points qu'elles ont remporté, leur handicap au départ de l'épreuve de fond et leur retard à l'arrivée de celle-ci ainsi que leur rang au sein de la seule course de fond.
| Rang                               | Nom                  | Nationalité | Longueur (m) | Points | Rang du saut | Handicap de départ | Résultat à l'arrivée | Rang du ski de fond |
| ---------------------------------- | -------------------- | ----------- | ------------ | ------ | ------------ | ------------------ | -------------------- | ------------------- |
| Médaille d'or, Coupe du Monde      | Gyda Westvold Hansen | Norvège     | 102,5        | 127,0  | 02           | + 00 min 3 s       | 13 min 10 s 4        | 04                  |
| Médaille d'argent, Coupe du Monde  | Mari Leinan Lund     | Norvège     | 107,0        | 127,8  | 01           | 0 min 00 s         | + 00 min 13 s 8      | 08                  |
| Médaille de bronze, Coupe du Monde | Marte Leinan Lund    | Norvège     | 101,0        | 121,7  | 04           | + 00 min 24 s      | + 00 min 28 s 8      | 05                  |
| 4                                  | Anju Nakamura        | Japon       | 096,5        | 115,4  | 06           | + 00 min 50 s      | + 00 min 39 s 9      | 02                  |
| 5                                  | Tara Geraghty-Moats  | États-Unis  | 086,0        | 94,6   | 18           | + 02 min 13 s      | + 01 min 09 s 4      | 01                  |
| 6                                  | Annika Sieff         | Italie      | 095,5        | 118,1  | 05           | + 00 min 39 s      | + 01 min 09 s 7      | 12                  |
| 7                                  | Daniela Dejori       | Italie      | 094,0        | 109,0  | 09           | + 01 min 15 s      | + 01 min 26 s 0      | 7                   |
| 8                                  | Lisa Hirner          | Autriche    | 089,5        | 104,5  | 13           | + 01 min 33 s      | + 01 min 38 s 5      | 6                   |
| 9                                  | Sigrun Kleinrath     | Autriche    | 094,0        | 108,7  | 11           | + 01 min 16 s      | + 01 min 39 s 5      | 10                  |
| 10                                 | Ayane Miyazaki       | Japon       | 098,5        | 108,8  | 10           | + 01 min 16 s      | + 01 min 43 s 6      | 11                  |

### Épreuve par équipes HS 106 + 4 x 5 km
Le tableau ci-dessous montre les résultats de la compétition avec le nom des participants, leur pays, leur classement, les temps dans l'épreuve de fond, la longueur de leurs sauts et les points qu'ils ont remporté dans les deux épreuves.
| Rang                               | Pays                                                                                 | Longueur (m)            | Points                        | Retard au départ | Temps                                                                 | Rang du ski de fond | Temps final    |
| ---------------------------------- | ------------------------------------------------------------------------------------ | ----------------------- | ----------------------------- | ---------------- | --------------------------------------------------------------------- | ------------------- | -------------- |
| Médaille d'or, Coupe du Monde      | Norvège- Espen Bjørnstad - Jørgen Graabak - Jens Lurås Oftebro - Jarl Magnus Riiber  | 98,0 98,5 104,0 100,0   | 501,5 124,7 120,2 128,1 128,5 | 0 min 35 s       | 43 min 22 s 7 10 min 23 s 8 10 min 43 s 1 11 min 03 s 7 11 min 10 s 8 | 1                   | 43 min 57 s 7  |
| Médaille d'argent, Coupe du Monde  | Allemagne- Terence Weber - Fabian Rießle - Eric Frenzel - Vinzenz Geiger             | 99,5 98,0 107,0 98,0    | 508,8 124,6 125,8 135,3 123,1 | 0 min 25 s       | 44 min 15 s 4 10 min 49 s 3 11 min 00 s 3 10 min 56 s 4 11 min 27 s 7 | 2                   | + 0 min 42 s 7 |
| Médaille de bronze, Coupe du Monde | Autriche- Johannes Lamparter - Lukas Klapfer - Mario Seidl - Lukas Greiderer         | 102,5 100,0 106,0 108,0 | 527,8 132,1 126,2 133,9 135,6 | 0 min 0 s        | 44 min 46 s 8 10 min 33 s 8 11 min 21 s 4 11 min 36 s 1 11 min 13 s 9 | 3                   | + 0 min 49 s 1 |
| 4                                  | Japon- Akito Watabe - Hideaki Nagai - Yoshito Watabe - Ryota Yamamoto                | 104,5 97,5 96,0 102,5   | 505,5 134,9 118,8 118,9 132,9 | 0 min 30 s       | 45 min 41 s 1 10 min 30 s 1 11 min 21 s 8 11 min 52 s 2 11 min 56 s 7 | 7                   | + 2 min 13 s 4 |
| 5                                  | Finlande- Otto Niittykoski (de) - Perttu Reponen (de) - Ilkka Herola - Eero Hirvonen | 89,0 97,0 101,5 95,5    | 460,2 99,1 117,5 127,5 116,1  | 1 min 30 s       | 45 min 06 s 4 11 min 07 s 8 11 min 25 s 1 11 min 05 s 3 11 min 26 s 8 | 5                   | + 2 min 38 s 7 |

### Individuel HS 137 + 10 km
Le tableau ci-dessous montre les résultats de la compétition avec le nom des participants, leur pays, leur classement, la longueur de leurs sauts et les points qu'ils ont remporté, leur handicap au départ de l'épreuve de fond et leur retard à l'arrivée de celle-ci ainsi que leur rang au sein de la seule course de fond.
| Rang                               | Nom                 | Nationalité | Longueur (m) | Points | Rang du saut | Handicap de départ | Résultat à l'arrivée | Rang du ski de fond |
| ---------------------------------- | ------------------- | ----------- | ------------ | ------ | ------------ | ------------------ | -------------------- | ------------------- |
| Médaille d'or, Coupe du Monde      | Johannes Lamparter  | Autriche    | 138,0        | 153,2  | 01           | 0 min 00 s         | 23 min 11 s 1        | 07                  |
| Médaille d'argent, Coupe du Monde  | Jarl Magnus Riiber  | Norvège     | 135,0        | 144,0  | 03           | + 0 min 37 s       | + 0 min 37 s 1       | 08                  |
| Médaille de bronze, Coupe du Monde | Akito Watabe        | Japon       | 137,5        | 147,6  | 02           | + 0 min 22 s       | + 0 min 45 s 8       | 14                  |
| 4                                  | Eric Frenzel        | Allemagne   | 122,0        | 119,6  | 13           | + 2 min 14 s       | + 1 min 57 s 7       | 05                  |
| 5                                  | Fabian Rießle       | Allemagne   | 126,0        | 124,4  | 10           | + 1 min 55 s       | + 1 min 57 s 9       | 09                  |
| 6                                  | Ilkka Herola        | Finlande    | 118,5        | 111,9  | 19           | + 2 min 45 s       | + 1 min 59 s 0       | 01                  |
| 7                                  | Jens Lurås Oftebro  | Norvège     | 117,5        | 113,6  | 18           | + 2 min 38 s       | + 2 min 4 s 3        | 03                  |
| 8                                  | Espen Andersen      | Norvège     | 123,0        | 126,0  | 09           | + 1 min 49 s       | + 2 min 10 s 5       | 11                  |
| 9                                  | Laurent Muhlethaler | France      | 125,5        | 126,2  | 08           | + 1 min 48 s       | + 2 min 27 s 1       | 17                  |
| 10                                 | Ryota Yamamoto      | Japon       | 131,0        | 143,7  | 04           | + 0 min 38 s       | + 2 min 31 s 5       | 38                  |

### Par équipes HS 137 + 2 × 7,5 km
Le tableau ci-dessous montre les résultats de la compétition avec le nom des participants, leur pays, leur classement, les temps dans l'épreuve de fond, la longueur de leurs sauts et les points qu'ils ont remporté dans les deux épreuves.
| Rang                               | Pays                                           | Longueur (m) | Points            | Retard au départ | Temps                                     | Rang du ski de fond | Temps final    |
| ---------------------------------- | ---------------------------------------------- | ------------ | ----------------- | ---------------- | ----------------------------------------- | ------------------- | -------------- |
| Médaille d'or, Coupe du Monde      | Autriche- Johannes Lamparter - Lukas Greiderer | 140,5 133,0  | 295,0 152,5 142,5 | 0 min 2 s        | 29 min 27 s 7 14 min 24 s 4 15 min 03 s 3 | 2                   | 29 min 29 s 7  |
| Médaille d'argent, Coupe du Monde  | Norvège- Espen Andersen - Jarl Magnus Riiber   | 133,5 130,5  | 278,8 141,3 137,5 | 0 min 34 s       | 29 min 35 s 3 14 min 35 s 6 14 min 59 s 7 | 4                   | + 0 min 39 s 6 |
| Médaille de bronze, Coupe du Monde | Allemagne- Fabian Rießle - Eric Frenzel        | 123,0 132,0  | 260,2 121,2 139,0 | 1 min 12 s       | 29 min 25 s 1 14 min 12 s 9 15 min 12 s 2 | 1                   | + 1 min 07 s 4 |
| 4                                  | Japon- Ryota Yamamoto - Akito Watabe           | 136,0 136,0  | 296,0 148,7 147,3 | 0 min 0 s        | 30 min 38 s 9 15 min 14 s 3 15 min 24 s 6 | 9                   | + 1 min 09 s 2 |
| 5                                  | Finlande- Ilkka Herola - Eero Hirvonen         | 127,0 120,5  | 244,6 128,7 115,9 | 1 min 43 s       | 29 min 29 s 4 14 min 17 s 8 15 min 11 s 6 | 3                   | + 1 min 42 s 7 |